# Typhistes
Typhistes is een geslacht van spinnen uit de familie hangmatspinnen (Linyphiidae).

## Soorten
De volgende soorten zijn bij het geslacht ingedeeld:
- Typhistes antilope Simon, 1894
- Typhistes comatus Simon, 1894
- Typhistes elephas Berland, 1922
- Typhistes gloriosus Jocqué, 1984